# Egzodus Jevreja iz arapskih i muslimanskih država
Egzodus Jevreja iz arapskih zemalja je sintagma koja označava veliki pokret jevrejskog naroda iz islamskih i arapskih država ka državi Izrael u periodu od 1948. do 1970. godine. Iako su migracije Jevreja zabilježene i krajem 19. vijeka, značajnija pomijeranja počinju nakon završetka Arapsko-izraleskog rat 1948. godine.
1948. godine, približno 800.000 Jevreja živjelo je na teritoriji arapsko-muslimanskih država (ne računajući državu Izrael). Od ovoga broja, nešto manje od dvije trećine živjelo je u regionu Magreb (Alžir, Maroko, Tunis, Libija i Mauritanija) koji je kontrolisala Francuska, 15-20% u Kraljevini Irak, oko 10% u Kraljevini Egipat i oko 7% u Kraljevini Jemen. Preko 200.000 Jevreja nalazilo se na teritoriji Republike Turske i Irana za vrijeme vladavine dinastije Pahlavi. Danas, manje od 6.500 Jevreja živi na teritoriji arapskih zemalja, a samo oko 30.000 u Turskoj i Iranu.
Egzodusi manjeg pokreta počeli su u prvim decenijama dvadesetog vijeka, koji su sačinjavale uglavnom zajednice iz Sirije i Jemena. Smatra se da je prvi veći pokret trajao sevga nekoliko godina i to od druge polovine 1940-tih godina do prve polovine 1950-tih godina, uglavnom iz Iraka, te Jemena i Libije. Iseljavanje iz Egipta svoj vrhunac dostiže 1956. godine. Jedino je Liban imao zabilježeno povećanje broja pripadnika jevrejskih zajednica, međutim to je bio više rezultat prelivanja jevrejskih izbjeglica iz drugih zemalja. Kasnije, tokom 1970-tih godina broj Jevreja se naglo smanjuje i u Libanu. 1980. godine, 80% iranskih Jevreja napustilo je zemlju.
U vremenskom intervalu od 1948. pa do 1951. oko 260.000 Jevreja doselilo se u novo-osnovanu državu Izrael što je činilo 56% od ukupne imigracije. Do 1972. godine 700.000 Jevreja iz arapsko-muslimanskog svijeta stiglo je u Izrael.
Kada se govori o pozadini ovih iseljavanja Jevreja, moglo bi se govoriti o razno-raznim razlozima kao što su želja da se pronađe stabilnija životna sredina u ekonomsko-političkom smislu, želja da se ostvare cinističke težnje... Međutim, presudni su bili faktori kao što su antijevrejstvo, progon, podložan položaj jevrejskog stanovništva koji im je bio predodređen u većinskim arapskim odnosno muslimanskim zemljama.

## Jevreji u Maroku
Jevreji koji su živjeli u Maroku, prije Drugog svjetskog rata, nisu bili suočeni sa nikakvim oblicima vladinog progona kao što su konfiskacija imovine,a oni koji su zagovarali cionističke ideje imali su slobodu potpunog djelovanja u Maroku.
U Maroku, za vrijeme vladavine Višijevskog režima u nacističkoj Francuskoj, bili su nametnuti diskriminatorski zakonu prema Jevrejima. Pa tako su Jevreji bili onemogućeni da se bave novčarskim djelatnostima, da dobijaju bilo kakve vidove zajmova i kredita, bila je nametnuta kvota 2% od ukupnog broja pravnika i doktora koji nisu smjeli biti Jevreji i sl.
Kralj Muhamed V je izražavao svoje neslaganje sa ovim zakonima, ubjeđujući svoje podanike Jevreje da on nikada neće staviti svoju ruku na njihovo vlasništvo. Nije ostao zabilježen niti jedan njegov akt koj je poduzeo na zaštiti Jevreja, što je pogodovalo razvoju teorija da je kraljev stav samo javna deklaracija, a da je vodio stvarno drugačiju politiku.
U junu 1948. godine, nakon osnutka Izraela i tokom arapsko-izraelskog rata, u gradu Udždi i Jeradi na kranjem sjevero-istoku države, izbili su nasilni antijevrejski protesti. Tokov ovih nasilnih demonstracija masakrirano je 44 Jevreja. To je bila inicijalna kapsula koja je tokom te 1948—49. pokrenula u pravcu Izraela 18.000 Jevreja. Emigracija je trajala i narednih godina, samo što se smanjivala u prosijeku za oko hiljadu ljudi godišnje. Polovinom pedesetih godina, dvadesetog vijeka, cionističke organizacije ohrabljivale su odlazak Jevreja iz siromašnijih južnih krajeva Maroka u Izrael. Uglavnom se radilo o poljoprivrednom stanovništvu. Avgusta 1953. u Jeradi su ponovo izbili antijevrejski protesti što je na kraju rezultovalo žrtvovanjem 4 Jevreja, uključujući i jednu djevojčicu od nepunih jedeanaest godina. U gradu Sidi Kasim, marokanski nacionalisti su 1954. ubili 6 jevrejskih trgovaca tokom trajanja anti-jevrejskih protesta.
Nakon što je Maroko stekao nezavisnot 1956. godine, Jevreji su zauzimali jedno ministarsko mjesto i imali su tri poslanička mandata. Međutim, nakon prve reorganizacije vlade, Jevreji nisu više imali svoje predstavnike. Sa vrhom vlasti jevrejska zajednica je održavala dobre odnose, međutim niži nivoi nisu dijelili takvu praksu i njihovi odnosi su se kretali u rasponu od tradicionalne netrpeljivosti do otvorenog neprijateljstva.

## Jevreji u Alžiru
Imgracija Jevreja iz Alžira trajala je veoma dugo, ipak svoj vrhunac dostigla je nakon što je ova država postala nezavisna. Mnogi Jevreji su se iselili sa prestankom francuske kolonijalne vlasti, jer su kulturno, ekonomski i politički bili vezani za Francusku. Državu će napustiti hiljade hrišćana, muslimana i Jevreja tokom ratnih sukoba u periodu 1954-1962, znanim kao: ,,Alžirski rat.
1960. godine, u državi je boravilo 1,050,000 nemuslimana - odnosno 10% ukupnog stanovništva Alžira. U tu brojku ukjljučena je i cifra od 130.000 Jevreja.
Tokom borbe alžirskog naroda za oslobađanje od kolonijalne vlasti Francuske, mnogi Jevreji su odlazili u Francusku i Izrael. Ovaj rat, za koji je karakteristično ogromno stradanje civila (kako muslimana, tako i nemuslimana) posebno je pogađao jevrejsku zajednicu. Do iseljavanja Jevreji su bili skoncentrisani u gradovima Alžir, Blida, Konstantin i Oran. Nakon sticanja nezavisnosti, svi nemuslimani su dopali u veoma težak položaj. Pravo da ima alžirsko građanstvo mogli su dobiti samo oni stanovnici Alžira koji su imali pretka muslimana (oca ili djeda). To je bio razlog zašto su sinagoge već nakon 1994. bile napuštene. Neke su pretvorene u džamije.

## Jevreji u Tunisu
Početkom 1948. u Tunisu je živjelo preko 100.000 Jevreja. Današnja jevrejska zajednica broji svega oko 1.500 pripadnika i to u gradovima Djerba, Tunis i Zarzisu. Osamostaljivanje Tunisa 1956. godine, dovelo je do rasta netrpeljivosti prema Jevrejima, što je samo stimulisalo dalju emigraciju. Polovina iseljenika se usmjerila prema Izraelu, a druga prema Francuskoj. Ta praksa se nastavila i tokom 1967. godine nakon terorističkih napada. Terorističkih napada bilo je i 1985. a poslednji bio je 2002. godine u Djerabi blizu sinagoge kada je stradala 21 osoba (od kojih je bilo 14 Nijemaca i 2 Francuza) - ovaj napad je povezan sa Al-Kaidom.